# عدد كم مغناطيسي

تركيب الذرة طبقًا لنموذج بور.

عدد الكم المغناطيسي في ميكانيكا الكم، هو عدد يحدد مختلف المدارات في الذرة التي يمكن أن يتخذها الإلكترون في الغلاف الذري واتجاه مجالها المغناطيسي المقترن بالمدار. عدد الكم المغناطيسي يعين كل مستوى فرعي مغناطيسي للإلكترون وطاقته وشكله واتجاهه في الفراغ بالنسبة لمحاور الذرة.
تحدد أربعة أعداد كمومية مكان وسلوك إلكترون معين في الذرة، تلك الأعداد الكمومية هي:
- عدد كم رئيسي.
- عدد كم مداري.
- عدد كم مغناطيسي (مقترن بعدد الكم المداري ولكن يمكن أن يتخذ عدد معين من الاتجاهات في الفراغ).
- عدد كم مغزلي (له خاصية مغناطيسية، ويمكن أن يشتبك مع المجال المغناطيسي المداري للإلكترون).

## كيفية الاستدلال عليه
استخدم العالم بيتر زيمان مجال مغناطيسي قوي فوجد أن كل طيف دقيق يتكون من عدد فردي من الخطوط الطيفية الأدق وسميت هذه الخطوط الأدق بالمدارات. وظاهرة أنشقاق خطوط الطيف للذرة تحت تأثير المجال المغناطيسي الخارجي تسمي انفطار مستويات الطاقة للإلكترونات في الذرة. وتسمى ظاهرة انفطار مستويات الطاقة في الذرة تحت تأثير مجال مغناطيسي خارجي تأثير زيمان.

## اشتقاقه
تحدد أربعة أعداد كمومية حالات الطاقة في الذرة. ويرمز لتلك الأعداد nو ℓ و m و s وهي تصف كل «حالة كمومية» لإلكترون في الذرة تسمى دالة موجية أو «أوربيتال» atomic orbital. ترمز تلك الرموز إلى عدد الكم الرئيسي، وعدد الكم المداري ن وعدد الكم المغناطيسي وعدد الكم المغزلي على التوالي. نحصل عليها من حل معادلة شرودنجر التي تصف أبسط الذرات، ذرة الهيدروجين.
تنقسم الدالة الموجية في معادلة شرونجر إلى ثلاثة معادلات، وبحل تلك المعادلات نصل إلى الثلاثة أعداد كمومية للإلكترون في الذرة (انظر ذرة الهيدروجين). وترتبط الثلاثة أعداد كمومية بعضها البعض. وينشأ عدد الكم المغناطيسي من حل المعادلة الموجية المدارية.
يقترن عدد الكم المغناطيسي بالحالة الكمومية m . وهو ينتمي إلى متجه العزم المداري. وهو لا يؤثر على طاقة الإلكترون ولكنه يؤثر على «سحابة» وجود الإلكترون التي تعبر عنها ميكانيكا الكم باحتمال وجوده في نقطة ما (نظرية الكم تؤدي إلى أنه لا يمكن معرفة مكان وجود الإلكترون بدقة 100% ، وإنما تعطي «أحتمال» وجوده في تلك النقطة، وفي نقاط أخرى). وبالنسبة إلى قيمة معينة لعدد الكم المداري ℓ ، فيمكن لعدد الكم المغناطيسي أن يتخذ القيم من -ℓ إلى ℓ(أعداد صحيحة). أي أن لكل قيمة  ℓ للعزم المداري عدد 2ℓ+1
للقيمة m ، أعداد صحيحة بين -ℓ إلى ℓ التي تحدد جزء العزم المداري عل محور اختياري في الفراغ وتلك الأجزاء هي القيم m. كانت تلك النتيجة هي أول إشارة عن «كموكية الفراغ» أو «كومية الاتجاه». وقد بينت تجربة شترن-جيرلاخ ذلك التوجه في الفراغ. نظرا لأن كل مدار للإلكترون له مجال مغناطيسي فإنه يتأثر في وجود مجال مغناطيسي خارجي بحيث يعمل على أن تكون {\displaystyle \mathbf {L} } موازية له. في الواقع لا يكون العزم المغناطيسي موازيا تماما للمجال المغناطيسي الخارجي وإنما يؤدي حركة دورانية حوله تسمي بدارية، وبالنسبة إلى مدار الإلكترون تحت تأثير مجال مغناطيسي خارجي فيؤدي إلى ما يسمى بدارية لارمور حول اتجاه المجال المغناطيسي.
ولكي نصف عدد الكم المغناطيسي m نبدأ بتعيين العزم الزاوي للإلكترون L الذي ينتسب إلى عدده الكمومي ℓ بالمعادلة التالية.
{\displaystyle \mathbf {L} =\hbar {\sqrt {\ell (\ell +1)}}}
حيث:
{\displaystyle \hbar =h/2\pi } ثابت بلانك المخفض.
وتعين طاقة موجه كحاصل ضرب تردد الموجة في ثابت بلانك. هذا يجعل الموجه تتخذ هيئة «حزمة»، وطاقة شبيهة بجسيم، أو ما يسمى كم quanta ، أو فوتون.
ولكي نبين أن اعداد الكم التي نتعامل معها تنتمي إلى حالات كمومية لإغن كل من تلك الأعداد الكمومية تحوي ثابت بلانك المخفض التي تسمح باتخاذ مستويات طاقة منفصلة أي مستويات طاقة كمومية.
ولكي نوضح أن العزم المغزلي يمكن أن يتخذ قيما منفصلة فلا بد أن تكون ℓ عدد صحيح. ويؤول عدد الكم المغناطيسي m إلى مسقط العزم الزاوي في اتجاه معين، ويختار عادة بالاتجاه z .
Lz هي مركبة عزم الدوران في الاتجاه z وتعطى بالمعادلة:
{\displaystyle \mathbf {L_{z}} =m\hbar .}
طريقة أخرى للتعبير عن معادلة عدد الكم المغناطيسي
{\displaystyle (m_{l}=-\ell ,-\ell +1,...,0,...,\ell -1,\ell )}
هي طريقة استخدام القيمة الذاتية eigenvalue :
Jz=mℓh/2π
حيث أن عدد الكم ℓ هو المدار التحتي، وعدد الكم المعناطيسي m يمثل عدد القيم الممكنة لمستويات الطاقة لهذا المدار التحتي كما يبينه الجدول التالي:
| علاقة الأعداد الكمومية ببعضها | علاقة الأعداد الكمومية ببعضها                             | علاقة الأعداد الكمومية ببعضها |
| المدار                        | القيم                                                     | عدد قيم m                     |
| ----------------------------- | --------------------------------------------------------- | ----------------------------- |
| s                             | {\displaystyle \ell =0,\quad m=0}                         | 1                             |
| p                             | {\displaystyle \ell =1,\quad m=-1,0,+1}                   | 3                             |
| d                             | {\displaystyle \ell =2,\quad m=-2,-1,0,+1,+2}             | 5                             |
| f                             | {\displaystyle \ell =3,\quad m=-3,-2,-1,0,+1,+2,+3}       | 7                             |
| g                             | {\displaystyle \ell =4,\quad m=-4,-3,-2,-1,0,+1,+2,+3,+4} | 9                             |

تعود الرموز المستخدمة للمدار s و p و d ...إلخ إلى تسميات تاريخية لدراسة أطياف العناصر، ولم تستطع الديناميكا الكلاسيكية تفسيرها حتى الربع الأول من القرن الماضي. ثم كان تفسيرها المعروض هنا عن طريق ابتكار العلماء لميكانيكا الكم التي استطاعت تفسيرها بالكامل خلال العشرينيات من القرن الماضي. ويعتبر المدار s مدارا دائريا، والمدارات p و d ...إلخ في أشكال مختلفة للقطع الناقص.
يفسر عدد الكم المغزلي انزياح طاقة أحد المدارات الذرية بسبب تأثير مجال مغناطيسي خارجي، ولذلك يسمى عدد الكم «المغناطيسي»، ويشاهد في تأثير زيمان.
ولكن على نحو أكثر دقة فإن العزم القطبي المغناطيسي للإلكترون في الذرة لا ينتج من العزم المداري للإلكترون فقط وإنما هو «محصلة» لتشابك العزم المداري المغناطيسي مع عزم اللف المغزلي للإلكترون (الذي له أيضا عزما مغزليا مغناطيسيا).

## اقرأ أيضا
- عدد كم مداري
- عدد كم مغزلي
- أرنولد سومرفيلد
- ذرة
- حالة ثنائية